# Negombo acanthosanidastera
Negombo acanthosanidastera är en svampdjursart som först beskrevs av Kazuo Hoshino 1981.  Negombo acanthosanidastera ingår i släktet Negombo och familjen Heteroxyidae. Inga underarter finns listade i Catalogue of Life.